# Comuna de Bojadła
Bojadła (polaco: Gmina Bojadła) é uma gminy (comuna) na Polónia, na voivodia da Lubúsquia e no condado de Zielonogórski. A sede do condado é a cidade de Bojadła.
De acordo com os censos de 2004, a comuna tem 3378 habitantes, com uma densidade 32,9 hab/km².

## Área
Estende-se por uma área de 102,55 km², incluindo:
- área agricola: 42%
- área florestal: 47%

## Demografia
Dados de 30 de Junho 2004:
|                      | Total   | Total | Mulheres | Mulheres | Homens  | Homens |
| -------------------- | ------- | ----- | -------- | -------- | ------- | ------ |
|                      | pessoas | %     | pessoas  | %        | pessoas | %      |
| População            | 3378    | 100   | 1697     | 50,2     | 1681    | 49,8   |
| Densidade (pop./km²) | 32,9    | 100   | 16,5     | 16,5     | 16,4    | 16,4   |

De acordo com dados de 2002, o rendimento médio per capita ascendia a 1203,6 zł.

## Subdivisões
- Bełcze, Bojadła, Kartno, Klenica, Młynkowo, Przewóz, Pyrnik, Siadcza, Susłów.

## Comunas vizinhas
- Kargowa, Kolsko, Nowa Sól, Otyń, Trzebiechów, Zabór